# Viktor Müller (Spezialeffektkünstler)
Viktor Müller ist ein tschechischer Filmtechniker für Visuelle Effekte.

## Karriere
Müller arbeitet seit 1999 bei United Production Partners (UPP), einem tschechischen Produktionsunternehmen für Visuelle Effekte, das 1994 gegründet wurde. Sein erster Film Der talentierte Mr. Ripley war auch das erste Großprojekt des Studios. Seitdem arbeitet er jährlich an mehreren großen Filmproduktionen. Für seine Arbeit an der Serie The Company – Im Auftrag der CIA erhielt er 2007 den HPA Award für das Compositing. Darauf folgte 2016 ein Satellite Award für The Walk. Sein bisher erfolgreichster Film war 2022 Im Westen nichts Neues von Regisseur Edward Berger. So konnte er für die visuellen Effekte den Europäischen Filmpreis, Deutschen Filmpreis und BAFTA gewinnen. Schließlich erhielt er 2023 zusammen mit Markus Frank, Kamil Jafar und Frank Petzold den Oscar für Beste visuelle Effekte. Am Film war er hauptsächlich für die Effekte in der Postproduktion verantwortlich und nur bei der Verwendung einer LED-Wand am Filmset beteiligt.

## Filmografie (Auswahl)
- 1999: Der talentierte Mr. Ripley
- 2004: Die Kreatur – Gehasst und gejagt (Miniserie, 2 Folgen)
- 2005: Die Lügen einer Mutter (Fernsehfilm)
- 2006: The Illusionist – Nichts ist wie es scheint
- 2006: Das Parfum – Die Geschichte eines Mörders
- 2006: Breaking and Entering – Einbruch & Diebstahl
- 2007: The Company – Im Auftrag der CIA (Miniserie)
- 2008: The Lucky Ones
- 2009: The International
- 2009: Inglourious Basterds
- 2009: Pandorum
- 2009: Drei Jahreszeiten in der Hölle
- 2010: Salt
- 2010: Die Säulen der Erde
- 2011: Der letzte Tempelritter
- 2011: Twixt – Virginias Geheimnis
- 2011: Darkest Hour
- 2012: Red Tails
- 2012: Koma (Miniserie, 2 Folgen)
- 2012: Die Tore der Welt
- 2013: Stirb langsam – Ein guter Tag zum Sterben
- 2013: Wolverine: Weg des Kriegers
- 2013: Snowpiercer
- 2013: Palo Alto
- 2014: Freezer
- 2014: Klondike (Miniserie)
- 2014: Hüter der Erinnerung – The Giver
- 2014: Houdini (Miniserie)
- 2015: Blackhat
- 2015: The Walk
- 2015: Point Break
- 2016: Gods of Egypt
- 2016: London Has Fallen
- 2016: Star Trek Beyond
- 2016: Allied – Vertraute Fremde
- 2016: The Great Wall
- 2017: Die Frau des Zoodirektors
- 2017: Wonder Woman
- 2017: Genius (Fernsehserie, 9 Folgen)
- 2017: Blade Runner 2049
- 2017: Knightfall (Fernsehserie, 10 Folgen)
- 2018: The Terror (Fernsehserie, erste Staffel)
- 2018: Skyscraper
- 2018: Das Boot (Fernsehserie)
- 2019: Conviction (Kurzfilm)
- 2019: The Painted Bird
- 2019: Gemini Man
- 2019: Terminator: Dark Fate
- 2020: Instrument of Hope (Kurzfilm)
- 2021: Die Bande aus der Baker Street (Fernsehserie, 5 Folgen)
- 2021: The Unholy
- 2021: Voyagers
- 2021: Jungle Cruise
- 2022: Level 34 (Kurzfilm)
- 2022: Raised by Wolves (Fernsehserie, 9 Folgen)
- 2022: Samaritan
- 2022: Im Westen nichts Neues
- 2022: Memorial Hospital (Miniserie)
- 2022: Black Adam
- 2023: The Last of Us (Fernsehserie, 3 Folgen)
- 2023: Gran Turismo
- 2024: Konklave
- 2024: Carry-On

## Auszeichnungen (Auswahl)
- 2007: HPA Award in der Kategorie Herausragendes Compositing bei einer Fernsehserie für The Company – Im Auftrag der CIA
- 2016: Satellite Award in der Kategorie Beste Visuelle Effekte für The Walk – Eine wahre Geschichte
- 2019: Deutscher Fernsehpreis in der Kategorie Beste Visuelle Effekte für Das Boot
- 2022: Europäischer Filmpreis in der Kategorie Europäische Visuelle Effekte für Im Westen nichts Neues
- 2023: Deutscher Filmpreis in der Kategorie Beste Visuelle Effekte für Im Westen nichts Neues
- 2023: Primetime Emmy in der Kategorie Herausragende Visuelle Effekte in einer Einzelepisode für Memorial Hospital
- 2023: BAFTA-Nominierung in der Kategorie Beste Visuelle Effekte für Im Westen nichts Neues
- 2023: Oscar-Nominierung in der Kategorie Beste Visuelle Effekte für Im Westen nichts Neues